# Соримати, Такаси
Такаси Соримати (яп. 反町 隆史 Соримати Такаси, род. 19 декабря 1973, Сайтама, Сайтама, Япония) — японский актёр, в прошлом также певец и модель, наиболее известный благодаря таким ролям, как киллер О в гонконгском боевике «Профессия киллер» и Эйкити Онидзука в телесериале Great Teacher Onizuka.

## Биография
Такаси Ногути родился 19 декабря 1973 года в городе Сайтама, пригороде Токио. Его актёрские и музыкальные способности проявились ещё в школе. Такаси приняли в известное продюсерское агентство, помогающее юным талантам, Johnny's Jimusho, где он и получил свой сценический псевдоним в честь боксера Рю Соримати. Его первый контракт был с молодёжной группой «Хэйкэ-ха», кроме того, он работал танцором у «Хикару Гэндзи». В 16 лет Соримати сменил сферу деятельности и перешёл в мир моды. Его фотографии публиковались в ведущих журналах, таких как Check Mate и Men’s Non No, он участвовал в показах парижских и токийских коллекций, появлялся в рекламной кампании Бенеттон.
В 1994 году Соримати дебютировал на телевидении, с этого началась его актёрская карьера. Большую популярность Соримати принесла роль в сериале Beach Boys в 1997 году, где он сыграл вместе с ещё одним популярным актёром и бывшей моделью Ютака Такэноути. Затем он снялся в главной роли в телесериале GTO, вышедшем на экраны в 1998 году.
21 февраля 2001 года Соримати женился на актрисе Нанако Мацусима, с которой вместе снимался в GTO.
В 2001 году Соримати пригласили в гонконгское кино. Он сыграл главную роль в боевике режиссёра Джонни То «Профессия киллер», где вместе с ним также снялся суперзвезда Гонконга Энди Лау.
В 2005 году Соримати снялся в главной роли в японском военном фильме «Ямато», посвященном судьбе экипажа знаменитого линкора.
В 2007 году сыграл роль Чингисхана в историческом блокбастере «Чингисхан. Великий Монгол».
В 2010 году Соримати исполнил одну из главных ролей в фильме под названием Zatoichi: The Last о слепом массажисте Дзатоити.
В качестве певца и музыканта Такаси Соримати выпустил несколько синглов и альбомов.

## Фильмография

### Теледрамы
- Higashino Keigo Mysteries (Fuji TV, 2012, 5 рассказ)
- Saikou no Jinsei no Owarikata~Ending Planner~ (TBS, 2012)
- Good Life~Arigato,Papa. Sayonara~ (Fuji TV, 2011)
- Yagyu bugeicho (TV Tokyo, 2010)
- BOSS (Fuji TV, 2009, 10-11 серии)
- Lotto 6 de San-oku Ni-senman En Ateta Otoko (TV Asahi, 2008)
- Dream Again (NTV, 2007)
- Zou no Hanako (Fuji TV, 2007)
- 14 Sai no Haha (2006 NTV)
- Sengoku Jieitai (2006 NTV)
- Rokusen Nin no Inochi no Visa (2005 YTV)
- HOTMAN 2 (2004 TBS)
- Sheeraza Do (2004 NHK)
- Wonderful Life (2004 Fuji TV)
- HOTMAN (2003 TBS)
- Ryuuten no ouhi - Saigo no koutei (2003 TV Asahi)
- Double Score (2002 Fuji TV)
- Toshiie to Matsu (2002 NHK)
- Number One (2001 TBS)
- Love Complex (2000 Fuji TV)
- Cheap Love (1999 TBS)
- Over Time (1999 Fuji TV)
- Great Teacher Onizuka (1998 Fuji TV)
- Beach Boys (1997 Fuji TV)
- Virgin Road (1997 Fuji TV)
- Tsubasa wo kudasai (1996 Fuji TV)
- Miseinen (1995 TBS)
- Ryoma ni omakase (1995 NTV)
- Maido Jammer Shimasu (яп. 毎度おジャマしまぁす) (1995 TBS)
- Uchi ni Oideyo (яп. 部屋においでよ) (1995 TBS)
- Maido Gomen Nasai (яп. 毎度ゴメンなさぁい) (1994 TBS)

### Фильмы
- Kimi wo wasurenai / Fly Boys, Fly! (1995)
- Great Teacher Onizuka (1999)
- Профессия Киллер / Fulltime Killer (2001)
- 13 Kaidan / The Thirteen Steps (2003)
- Ямато / Yamato (2005)
- Чингисхан: Всадник апокалипсиса / The Blue Wolf: To the Ends of the Earth and Sea (2007)
- Zatoichi: The Last (2010)

## Дискография

### Синглы
- (30.07.1997) Forever
- (19.12.1997) Forever Dream
- (15.04.1998) One
- (29.07.1998) Poison
- (18.12.1998) Poison -Movie Mix-
- (01.11.2000) Free

### Альбомы
- (10.09.1997) Message (яп. メッセージ)
- (18.09.1998) High Life
- (06.12.2000) Soul

### Сборники
- (17.03.1999) Best of My Time [Limited Edition]
- (29.03.2000) Best of My Time 〜1999
- (07.06.2006) Best of Best